# Rhosus leuconoe
Rhosus leuconoe là một loài bướm đêm trong họ Noctuidae.